# 調和数列
調和数列（ちょうわすうれつ、harmonic sequence または harmonic progression）とは、各項の逆数を取ると等差数列となる数列である。ピタゴラス音律では、ドの弦の長さを 1 とすると、ソは 2/3、1オクターブ高いドは 1/2 の長さになる。各項の逆数はそれぞれ 1, 3/2, 2 となり、公差が 1/2 の等差数列となる。よって、1, 2/3, 1/2 は調和数列である。

## 一般項と漸化式
調和数列とは、一般項 hn が a を初項とし定数 d を用いて
{\displaystyle h_{n}={\frac {1}{a+(n-1)d}}}
と表せる数列 {hn}  のことである。ここで −1/d は自然数でないとする。このとき、a は初項である。各項は隣接する2項の調和平均になっている（調和中項）。調和数列の極限は 0 である。例としては、
{\displaystyle 12,\,6,\,4,\,3,\,{\frac {12}{5}},\,2,\dots ,{\frac {12}{n}},\dots }
{\displaystyle 10,\,30,\,-30,\,-10,\,-6,\,-{\frac {30}{7}},\dots ,{\frac {30}{5-2n}},\dots }
などが挙げられる。
n 番目の項と m 番目の項の関係を表す漸化式は
{\displaystyle h_{n}={\frac {h_{m}}{1+(n-m)d}}}
である。
この数列の隣接2項間漸化式は
{\displaystyle {\frac {1}{h_{n+1}}}={\frac {1}{h_{n}}}+{\frac {d}{h_{1}}}\quad (n\geq 1)}
である。

## 調和数列の項の積
一般項 {\displaystyle h_{n}={\frac {a}{1+(n-1)d}}}, 項数 n の調和数列 {hn}  の総乗は
{\displaystyle h_{1}h_{2}\cdots h_{n}={\frac {\left({\frac {a}{d}}\right)^{n}}{\left({\frac {1}{d}}\right)^{\overline {n}}}}=\left({\frac {a}{d}}\right)^{n}{\frac {\Gamma \left({\frac {1}{d}}\right)}{\Gamma \left({\frac {1}{d}}+n\right)}}}
で表される。ここで、 {\displaystyle x^{\overline {n}}} は上昇階乗冪（x から 1 ずつ増やしながら x + n − 1 までの n 個の総乗（階乗の類似物）、Γ は ガンマ関数を表す。

## 調和数列の逆数和
調和数列は各項の逆数を取ると等差数列になることから、等差数列の関係から調和数列の関係を得ることができる。
一般項 {\displaystyle h_{n}={\frac {a}{1+(n-1)d}}}, 項数 n の調和数列 {hn}  の全ての項の逆数和は、次の式で表される。
{\displaystyle {\frac {1}{h_{1}}}+{\frac {1}{h_{2}}}+\cdots +{\frac {1}{h_{n}}}={\frac {n}{2}}\left({\frac {1}{h_{1}}}+{\frac {1}{h_{n}}}\right)={\frac {n\{2+(n-1)d\}}{2a}}}

## 調和数列の級数
調和数列の級数は一般調和級数
{\displaystyle \sum _{n=1}^{\infty }{\frac {a}{1+(n-1)d}}={\frac {a}{d}}\sum _{n=1}^{\infty }{\frac {1}{n-1+{\frac {1}{d}}}}}
になる。これは発散級数である。